# Juan Alfaro Ruiz
Juan Alfaro Ruiz (Grecia, 1810 - Alajuela, 1856) fue un militar y diputado costarricense, héroe nacional del país por su participación durante la Campaña Nacional de 1856-1857 que enfrentó a la nación contra los filibusteros de William Walker. Tuvo un rol importante en los movimientos contra el gobierno de Jose Maria Castro Madriz entre 1847 y 1848, donde propicio levantamientos en Alajuela contra éste.

## Participación en la Campaña Nacional
El 7 de abril de 1856 y tras la batalla de Santa Rosa, Juan Alfaro Ruiz, al mando de una columna de 300 soldados costarricenses, cruzó el Río San Juan rumbo al puerto de La Virgen, ubicado en el Lago de Nicaragua, importante sitio estratégico por donde recibían suministros los filibusteros, que ocupaban la ciudad de Rivas. Tras una escaramuza contra trabajadores estadounidenses de la Compañía Vanderbilt, que terminó pronto con la huida de los oponentes, las tropas de Alfaro Ruiz ocuparon el puerto.
El 11 de abril de 1856 se desencadenó la fiera batalla de Rivas entre los filibusteros y el ejército costarricense, mandado en persona por el presidente Juan Rafael Mora Porras, su hermano José Joaquín y el general José María Cañas Escamilla. La batalla fue cruenta y larga, con grandes pérdidas en ambos bandos, y había durado todo el día, sin vislumbrarse un vencedor. Alrededor de las cuatro de la tarde, las tropas de Alfaro Ruiz, que habían venido desde La Virgen, irrumpieron en las calles de la ciudad y tomaron decisivas posiciones estratégicas del enemigo.
Alfaro Ruiz puso cerco a la plaza y a la iglesia de la ciudad. Con el centro de la ciudad perdido, las tropas de William Walker se vieron obligadas a retirarse y abandonar Rivas.

## Muerte y legado
Juan Alfaro Ruiz falleció poco después ese mismo año, víctima de la peste del cólera. Fue declarado posteriormente Héroe Nacional de Costa Rica.
El cantón de Zarcero, en la provincia de Alajuela, llevó el nombre de Alfaro Ruiz hasta 2010.